# ISS A/S
ISS A/S es una empresa de servicios a instalaciones fundada en Copenhague, Dinamarca en 1901. Los servicios de ISS incluyen: servicios de limpieza, servicios de apoyo, servicios de propiedad, servicios de cáterin, servicios de seguridad y servicios de instalaciones.
En 2015 su facturación superó los 10 671 millones de euros. Cuenta con una plantilla de más de 500 000 trabajadores repartidos a lo largo de su matriz de empresas de más de 600 compañías adquiridas, que están repartidas por 77 países de Europa, Asia, América y Australia.
Tiene su sede central en Copenhague, Dinamarca, y el director ejecutivo del grupo es Jeff Gravenhorst.

## Historia
La compañía fue fundada en 1901 en Copenhague (Dinamarca), iniciando sus operaciones como una pequeña empresa de seguridad con 20 vigilantes nocturnos, y con el nombre de Kjøbenhavn-Frederiksberg Nattevagt. Posteriormente amplió sus servicios al negocio de la limpieza, estableciendo en 1934 una filial independiente llamada Det Danske Rengørings Selskab A/S.
No fue hasta 1968 que la compañía adoptó el nombre de ISS, que es el acrónimo de Integrated Service Solutions (Soluciones de Servicio Integrado).
Sus acciones entraron a cotizar en la bolsa de Copenhague en 1977, hasta que fue adquirida por los fondos asesorados por EQT Partners y Goldman Sachs Capital Partners en 2005 y fue excluida de la lista de la bolsa de valores.
Así permaneció hasta 2014, año en que regresó de nuevo a su cotización en la bolsa danesa, formando parte del índice OMX-C25 que representa a las 20 mayores empresas de Dinamarca.
En 1999, ISS adquirió Abilis, el segundo mayor proveedor europeo de servicios de limpieza y servicios especializados, en una adquisición de 3.600 millones de coronas danesas, la mayor en el mundo. Abilis contaba con unos 50 000 empleados y unos ingresos anuales de 5200 millones de coronas danesas en 1998.
Al adquirir el 51 % de las acciones de Tempo Services Ltd. en Australia en 2006 se logró la segunda mayor adquisición de la historia de la compañía ISS, con lo que los ingresos del grupo superaron los 50 mil millones de coronas danesas.
Las expansiones no cesaron, y al año siguiente entró en el mercado estadounidense a través de la adquisición de Sanitors Inc., elevando los ingresos a 60 mil millones de coronas danesas y alcanzando más de 400 000 empleados.
La estrategia de la empresa se fue enfocando en ofrecer servicios integrados, logrando así una facturación de 70 mil millones de coronas danesas, y un capital humano de medio millón de empleados en 2010.
ISS alcanzó en 2013 el primer puesto en la lista anual The Global Outsourcing 100, de los cien mejores proveedores de servicios de outsourcing del mundo, y fue nombrada la mejor compañía de outsourcing del mundo por la Asociación Internacional de Profesionales de Outsourcing (IAOP), título que revalidó al año siguiente.

### ISS en España
Aunque al comienzo de su actividad en España en 1999 se destacó por la presencia en el sector de la limpieza, posteriormente fue abarcando otros sectores como el cáterin o servicios técnicos como la contención de plagas, la jardinería o el mantenimiento.
ISS España se extendió a todo el territorio nacional con la compra en 2004 del grupo de limpieza Unica, con una facturación superior a 150 millones de euros. Hasta el año 2009 se habían integrado al grupo 50 empresas españolas.
Desde 2014, ISS España y Portugal se unificaron, dando al proyecto el nombre de ISS Iberia.

### ISS en Latinoamérica
En el año 2004 ISS se instaló en Chile tras la adquisición de la empresa Serviman SA, dedicada al servicio de limpieza mantenimiento y seguridad desde 1977. De este modo, la plantilla inicial constaba ya con 1300 empleados.
Se afianzó en la capital con la compra en 2006 de la empresa Lyons Servicios, que operaba desde 1965 en el servicio de limpieza industrial.
Actualmente consta de una plantilla de más de 14 000 empleados y logra una facturación anual de 120 millones de dólares norteamericanos.
ISS también opera en otros países de habla hispana como en Argentina (donde comenzó sus servicios en el año 2000 y emplea a unas 4000 personas), en Uruguay (donde emplea a más de mil personas desde 2004), o en México.